# Joanna Angel
Joanna Angel, nome artístico de Joanna Mostov (Brooklyn, Nova Iorque, 25 de Dezembro de 1980), é uma modelo, atriz e diretora de filmes pornográficos.

## Biografia
Joanna foi educada numa família judia ortodoxa.
Após terminar o ensino médio entrou para a Rutgers University, onde se formou em Literatura Inglesa.
Criou então o website BurningAngel, claramente influenciado pelo gênero altporn (pornô alternativo). O BurningAngel seguiu a linha do já famoso e popular website SuicideGirls, que oferece material não tão explícito.

## Industria Pornô
Joanna tem escrito, produzido, dirigido e estrelado filmes exclusivamente através da produtora BurningAngel, entretanto, pode ser vista em algumas produções de maior distribuição. Também conseguiu um contrato com a VCA Pictures que terminou em março de 2007. Já foi também representada pela agência de talentos "Bad Ass Models".
Devido ao sucesso da Burning Angel, Joanna tem aparecido em diversas revistas e jornais, incluindo um recente artigo escrito para o jornal New York Times. Foi indicada em 2006 pela Adult Video New Awards (AVN Awards) para os prêmios de "Best New Starlet" e "Best Actress" mas não ganhou em nenhuma das duas categorias. Levou somente o prêmio por "Most Outrageous Sex Scene" por sua atuação no filme "Re-Penetrator".
Em Junho de 2006 começou a escrever uma coluna mensal para a revista Spin Magazine onde responde a perguntas dos leitores sobre sexo. Também contribuiu com um capítulo do livro "Naked Ambition: Women Pornographers and How They Are Changing the Sex Industry."

## Premiações e indicações
- 2006 AVN Award – Most Outrageous Sex Scene - Re-Penetrator (with Tommy Pistol)[1]
- 2007 AVN Award - Best Sex Comedy - Joanna's Angels 2: Alt Throttle (Performer and Director)[2]
- 2008 XRCO Award – Best On-Screen Chemistry (with James Deen)[3]
- 2008 AVN Award - Best Specialty Release, Other Genre - Cum on My Tattoo 3 by Burning Angel Entertainment[4]

## Filmografia Parcial
- Ass Angels 5 (2006) (atriz)
- Cum On My Tattoo (2006) (atriz, diretora)
- Lewd Conduct 27 (2006) (atriz)
- Mouth 2 Mouth 6 (2006) (atriz)
- Virgin Territory (2006) (atriz)
- 2wice As Nice (2005) (atriz)
- BurningAngel.com - The Movie (2005) (atriz, diretora)
- Fuck Dolls 7 (2005) (atriz)
- Gothsend 4 (2005) (atriz)
- House of Ass (2005) (atriz)
- Intimate Strangers (2005) (atriz)
- Joanna's Angels (2005) (atriz, diretora)
- Joanna's Angels 2: Alt Throttle (2005) (atriz, diretora)
- Kill Girl Kill 3 (2005) (atriz)
- Neu Wave Hookers (2005) (atriz)
- Re-Penetrator (2005) (atriz)
- Young Ripe Mellons 8 (2005) (atriz)
- Young Sluts, Inc 19 (2005) (atriz)